# Prionospio tatura
Prionospio tatura är en ringmaskart som beskrevs av Wilson 1990. Prionospio tatura ingår i släktet Prionospio och familjen Spionidae. Inga underarter finns listade i Catalogue of Life.